# Мирчевский, Петар
Петар Мирчевский (макед. Петар Мирчевски; род. 11 ноября 1956, г. Крушево, Народная Республика Македония, СФРЮ) — югославский и северомакедонский актёр театра и кино.

## Биография
Мирчевский родился в 1956 году в Крушево. Окончил факультет драматического искусства в Скопье по специальности «актёрская игра». После получения диплома в 1979 году стал членом артистического ансамбля Битолы. В настоящее время Мирчевский — один из самых известных и популярных актёров Северной Македонии. Он часто выступает и на сцене Прилепа.

## Награды
Петар Мирчевский — лауреат многих национальных премий, в том числе премии «Золотая маска» фестиваля «Охридское лето» и обладатель награды имени Петре Прличко. В 2011 году получил награду театрального фестиваля «Дни Нушича», проходившего в Смедерево, Сербия.

## Избранная фильмография
- 1982: Ильин день
- 1994: Перед дождём
- 1998: Прощай, 20-й век
- 2001: Прах
- 2003: Жуки
- 2004: Бал-кан-кан
- 2004: Большая вода
- 2004: Балканский мальчик
- 2004: Как я убила святого
- 2005: Контакт
- 2006: Секретная книга
- 2007: Тени
- 2010: Матери
- 2012: Третий тайм
- 2012: Фальсификатор